# اسرار دیونیسوسی

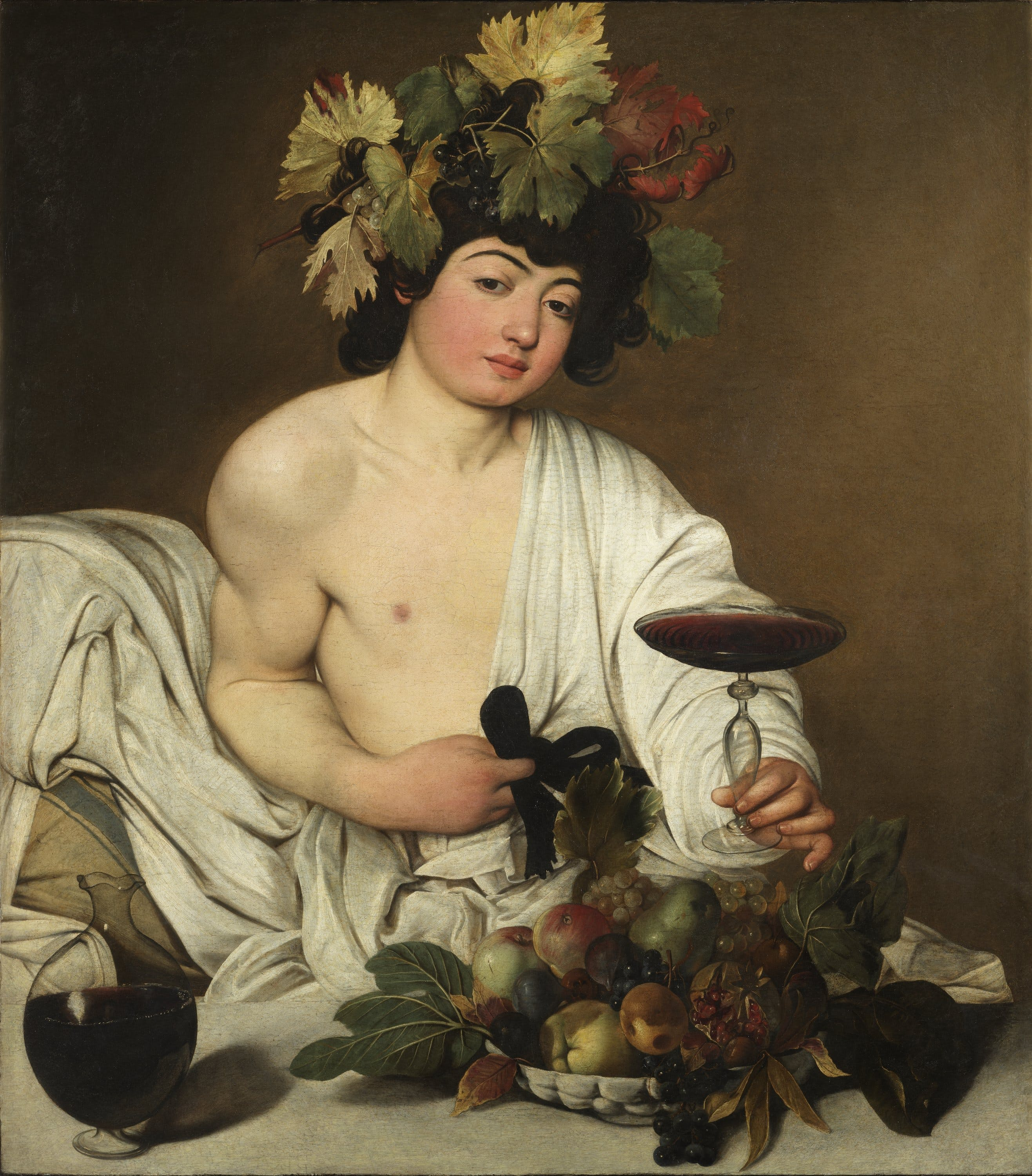
تصویری از دیونیسوس یا باکوس اثر کاراواجو

اسرار دیونیسوسی یا اسرار باکیک یا اسرار دیونیزی (انگلیسی: Dionysian Mysteries) «اسرار» یا به عبارت دیگر آداب تشرف به دین در آیین یونان باستان و روم باستان بود که گاهی از داروی روان‌گردان یا سایکو اکتیو و سایر تکنیک‌های خلسه‌آور (مانند رقص و موسیقی) برای از بین بردن موانع و محدودیت‌های اجتماعی استفاده می‌کرد. همچنین آزادی‌هایی را برای مردان و زنانی که توسط جامعه یونان به حاشیه رانده شده بودند، از جمله بردگان، قانون شکنان و غیرشهروندان فراهم می‌کرد.
اسرار در مرحله نهایی خود، تأکید خود را از جهت‌گیری دنیای زیرین (دنیای مردگان)، به یک جهت فراطبیعی و عرفانی تغییر داد و ماهیت دیونیسوس — در روم باکوس نامیده می‌شود— بر این اساس تغییر کرد. با ماهیت این فرقه به عنوان یک دین اسرارآمیز بسیاری از جنبه‌های فرقه دیونیسوس که مختص پاگشایی شده‌است، ناشناخته مانده و با افول پاگانیسم یونانی-رومی از بین رفته‌است. دانش مدرن از توصیفات، تصاویر و مطالعات بین فرهنگی به دست می‌آید.
اسرار دیونیسوسی، آیین‌هایی در تراکیه باستان، یونان باستان و روم باستان بود که تکنیک‌هایی برای ایجاد خلسه داشت.
یک کتیبه غول پیکر روم باستان متعلق به اواسط قرن سوم پس از میلاد که این فرقه مخفی عرفانی مربوط است و به خدای دیونیسوس اختصاص داده شده، توسط باستان‌شناسان در باسیلیکای بزرگ، پلوودیوف کشف شده‌است.

## لوح‌های طلا به عنوانگذرنامه مردگان

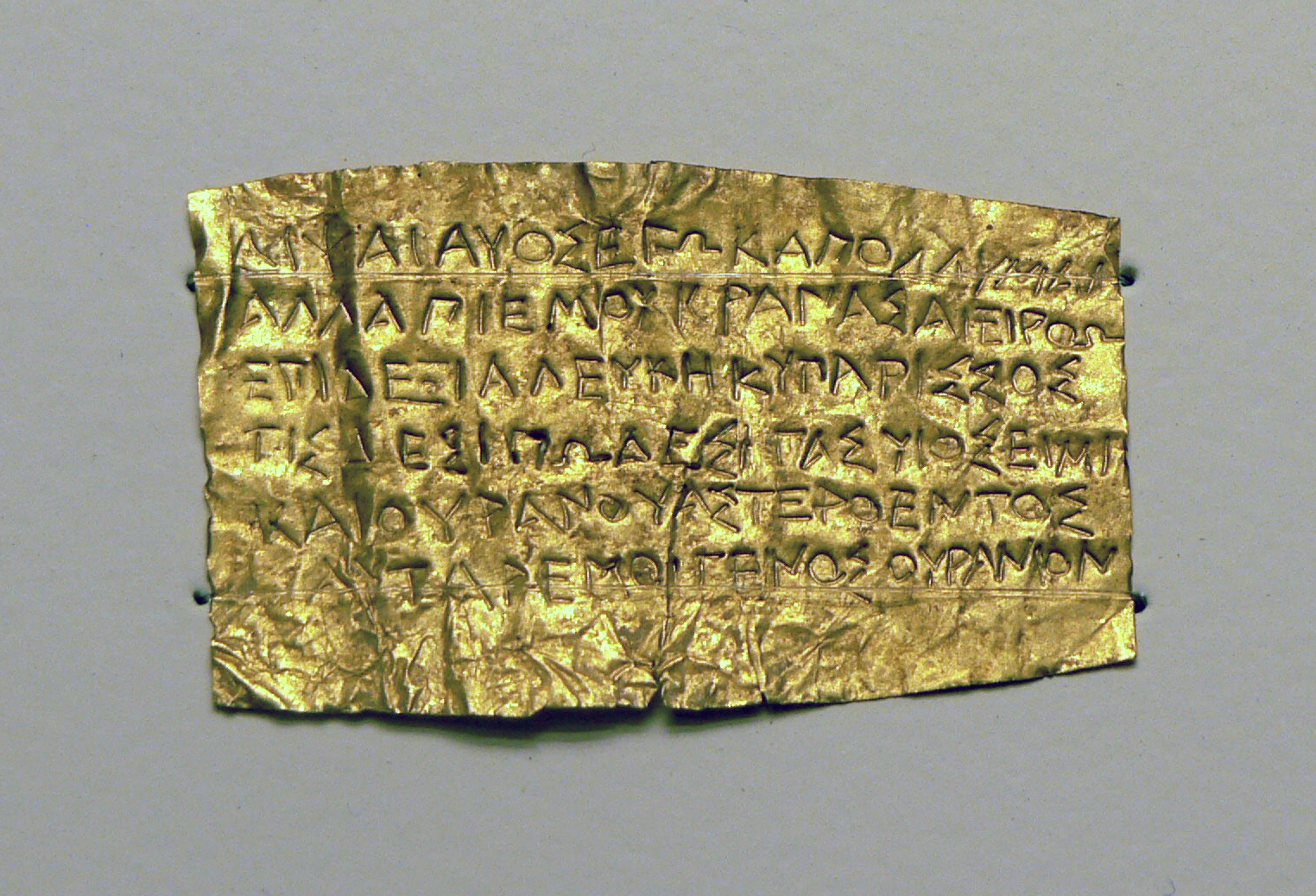
یک «لوح طلای اورفیک» یافت شده در یک کوزه برنزی تشییع جنازه، این لوح در موزه گتی لس آنجلس نگهداری می‌شود.

تکه‌های کوچک ورق طلا هستند که در قبرهای پراکنده در یونان و روم باستان پیدا شده‌اند. بر روی لوح‌ها متونی به زبان یونانی باستان حک شده‌است که طول آنها از یک کلمه تا شانزده بیت شعر متفاوت است. متون طولانی‌تر دستورالعمل‌ها و اطلاعاتی را برای هدایت روح متوفی در حالی که راه خود را در جهان اموات طی می‌کند، ارائه می‌دهد و اطمینان حاصل می‌کند که از رفتار ترجیحی حاکمان آنجا برخوردار می‌شود. در اوایل قرن بیستم به این الواح برچسب «الواح اورفیک» داده شد، زیرا محققان فکر می‌کردند اظهارات آنها منعکس کننده اصول یک سیستم مذهبی است که یونانیان و رومیان باستان معتقد بودند توسط موسیقیدان افسانه‌ای اورفئوس اختراع و منتشر شده‌است. با این حال، اکتشافات جدیدتر از الواح که به مشاهده عصای آئینی تیرسوس اشاره دارد. این عصاها توسط پرستندگان خدای باکوس حمل می‌شدند و نشان می‌دهد که این لوح‌ها با آیین‌های اسرارآمیزی مرتبط است که در آن دیونیسوس/باکوس و مادرش پرسفونه— ملکه جهان مردگان— از مهم‌ترین خدایان بودند. اکنون برخی از پژوهشگران این الواح را «الواح اورفیک»، برخی «الواح باکیک» و برخی دیگر صرفاً به عنوان «الواح طلا» یاد می‌کنند. بیشتر لوح‌ها در جنوب ایتالیا، شمال یونان یا کرت یافت شده‌اند، اما یکی از سیسیل و دیگری از روم است.
این لوح‌ها در ابتدا، آنها با آیین اورفئوسی، سپس با مکتب فیثاغوری یا، متقاعد‌کننده‌تر، با آیین اسرارآمیز دیونیسوس مرتبط بودند. اما یافته‌های جدیدتر ماهیت مشکل‌ساز تعریف محدودی از وابستگی مذهبی آنها را نشان داده‌است.